# Magnificent Bodyguards
Magnificent Bodyguards (Fei du juan yun shan) est un film hongkongais de kung-fu réalisé par Lo Wei en 1978, avec Jackie Chan.

## Synopsis
Orchidée Lan demande au jeune maître Ting Chong le léopard (Jackie Chan) de l'aider à traverser le Mont des Nuages, repère de bandits, pour sauver son frère malade. Maître Ting fait donc appel à l'aide de Zhang le sourd et Tsang Wu-Yi l'échorcheur pour combattre les quatre gardiens de ce lieu : le lettré, le moine, le vieux loup et le lotus d'or.
Trahi, il se retrouve devant le roi du Mont des Nuages Zhu Wu, mais le frère malade se révèle être le véritable Zhu Wu qui récupère sa place grâce à ce plan habile.

## Fiche technique
- Réalisation : Lo Wei
- Producteur : Hsu Li-Hwa
- Producteur exécutif : Lo Wei
- Scénariste : Ku Lung
- Directeur de l'action : Jackie Chan et Luk Chuen
- Distributeurs : Lo Wei Motion Picture Co. Ltd

## Distribution
- Jackie Chan : Maître Ting Chong le léopard
- James Tien Chun : Tsang Wu-Yi l'écorcheur
- Bruce Liang : Zhang le sourd
- Wang Ping (actrice) : Mlle Lan